# Repartos de Polonia
Los Repartos de Polonia (en polaco: Rozbiór o Rozbiory Polski; en lituano: Abiejų Tautų Respublikos padalinimai; en ruso: Разделы Речи Посполитой; en bielorruso: Падзелы Рэчы Паспалітай) son los términos empleados para designar las divisiones sucesivas de la República de las Dos Naciones en el siglo xviii entre Rusia, Prusia y Austria que terminaron con la desaparición de Polonia como reino y estado independiente.
El Primer Reparto se decidió el 5 de agosto de 1772 después de que la Confederación de Bar perdiera la guerra con Rusia. El  Segundo Reparto se produjo tras la guerra ruso-polaca de 1792 y la Confederación de Targowica formada el mismo año cuando las tropas rusas y prusianas entraron en la Mancomunidad y el tratado de partición se firmó durante la Dieta de Grodno el 23 de enero de 1793 (sin Austria). El Tercer Reparto tuvo lugar el 24 de octubre de 1795, como reacción al fracasado Levantamiento de Kościuszko del año anterior. Con esta partición, la Mancomunidad dejó de existir.
De los "Repartos de Polonia" se dedujeron tres partes, que fueron ampliándose, en que las potencias vecinas trocearon la unión polaco-lituana, a saber: la Partición Austriaca, la Partición Prusiana y la Partición Rusa. En polaco los actos consecutivos de división y anexión de Polonia se denominan rozbiór (plural: rozbiory), mientras que el término zabór (plural: zabory) se refiere a las partes de la Unión que fueron anexionadas en 1772-95 y que pasaron a formar parte de la Rusia Imperial, de Prusia o de Austria. Tras el Congreso de Viena de 1815, se redibujaron las fronteras de los tres sectores divididos; los austriacos establecieron el Galicia en la división austriaca, mientras que los rusos ganaron Varsovia a Prusia y formaron una entidad política autónoma, la Polonia del Congreso.
La historiografía polaca considera también el término Cuarto Reparto de Polonia para referirse a las anexiones posteriores a 1795 de territorios polacos por parte de potencias extranjeras. Dependiendo de la fuente y el periodo histórico, podría referirse a los resultados o las consecuencias de acontecimientos como el Congreso de Viena de 1815, el Estatuto Orgánico del Reino de Polonia de 1832, el Levantamiento de Cracovia de 1846, o el Pacto Ribbentrop-Mólotov de 1939. El término «Cuarto Reparto» en sentido temporal también puede referirse a las comunidades de la diáspora que desempeñaron un importante papel político en el restablecimiento del Estado soberano polaco después de 1918.

## La decadencia de Polonia desde el siglo XVII
Ya desde la primera mitad del siglo XVII, Polonia-Lituania entró en una larga fase de conflictos bélicos, en su mayoría involuntarios, con sus vecinos. En particular, los recurrentes enfrentamientos con el Imperio Otomano (Guerras otomano-polacas), Suecia (Guerras polaco-suecas) y Rusia (Guerras ruso-polacas) tensaron la estabilidad del Estado de la Unión.

### Segunda Guerra Nórdica
Los conflictos bélicos que sacudieron gravemente a la Unión Polaco-Lituana comenzaron en 1648 con el Levantamiento de Chmielnicki a gran escala de cosacos ucranianos, que se rebelaron contra el dominio polaco en la Rus occidental. En el Tratado de Pereyaslav, los cosacos se pusieron bajo la protección de la Rusia zarista, lo que desencadenó la Guerra ruso-polaca de 1654-1667. Las victorias y el avance de los rusos y los cosacos ucranianos bajo el mando de Chmielnicki condicionaron aún más la invasión de Polonia por parte de Suecia a partir de 1655 (cf. Segunda Guerra del Norte), que se conoció en la historiografía polaca como el "Sangriento" o "Diluvio Sueco". Los suecos lograron alcanzar en algunos momentos del enfrentamiento avanzaron la misma Varsovia y hasta Cracovia. Hacia finales de la década de 1650, la entrada de otras potencias en la guerra debilitó a Suecia hasta tal punto que Polonia pudo negociar el statu quo ante en la Paz de Oliva en 1660. Sin embargo, las disputas con Rusia continuaron y finalmente terminaron en el Tratado de Andrussovo de 1667, armisticio desfavorable para Polonia, por el que la Rzeczpospolita cedió a Rusia grandes partes de su territorio y población: (Smolensk, Margen Izquierda de Ucrania con Kiev).
Polonia estaba ahora debilitada no sólo territorialmente. En términos de política exterior, el Estado de la Unión se volvió cada vez más incapaz de actuar, y económicamente las consecuencias de la guerra significaron una catástrofe: La mitad de la población murió en la agitación de las guerras o fue desplazada, el 30 por ciento de los pueblos y ciudades fueron destruidos. El declive de los productos agrícolas fue dramático, y sólo la producción de grano alcanzó el 40% de los niveles de antes de la guerra. Polonia se quedó atrás en el desarrollo social y económico a principios del siglo XVIII, que no pudo recuperar hasta el siglo siguiente.

### Gran Guerra del Norte
Sin embargo, el nuevo siglo comenzó con otra guerra devastadora, la Tercera o Gran Guerra del Norte 1700-1721, que hoy en día suele considerarse el punto de partida de la historia de las particiones de Polonia. Durante más de 20 años duraron las renovadas disputas por la supremacía en la zona del Mar Báltico. La mayoría de los ribereños se unieron en el Tratado de Preobrazhenskoye para formar la "Liga del Norte" y acabaron derrotando a Suecia. La Paz de Nystad de 1721 selló el fin de Suecia como gran potencia regional.
El papel de Polonia-Lituania en este conflicto puso de manifiesto la debilidad de la República. Incluso antes de que comenzara la guerra, la noble república había dejado de ser un actor en pie de igualdad entre las potencias bálticas. Más bien, Polonia-Lituania cayó cada vez más bajo la hegemonía de Rusia. No obstante, el nuevo rey de Polonia y elector de Sajonia Augusto II trató de sacar provecho de las disputas sobre el "Dominium maris baltici" y fortalecer su posición como la de la Casa de Wettin. El trasfondo de estos esfuerzos fue probablemente en particular la intención de establecer una dinastía para forzar el traspaso de la Sajonia-Polonia a una unión real y monarquía hereditaria, que él deseaba (Polonia-Lituania había sido una monarquía hereditaria desde su fundación en 1569 y desde 1572, una monarquía electiva).
Después de que Rusia derrotara a las tropas suecas en la Poltava en 1709, la "Liga del Norte" quedó finalmente bajo el liderazgo del Imperio zarista. Para Polonia, esta decisión supuso una considerable pérdida de importancia, pues ya no podía influir en el curso ulterior de la guerra. Rusia ya no consideraba al estado dual de Polonia-Lituania como un potencial socio de alianza, sino sólo como el "campo delantero" de su imperio. El cálculo político ruso preveía controlar la noble república hasta tal punto que permaneciera alejada de la influencia de las potencias competidoras. Polonia entró así en una época de crisis de soberanía.
La situación dentro del Estado era tan difícil como la de la política exterior: además de sus intentos de obtener reconocimiento en el exterior, el elector sajón Augusto II, como nuevo rey polaco, estaba ansioso por reformar la República en beneficio de sus intereses y ampliar el poder del rey. Sin embargo, no contaba ni con el poder de la casa ni con el apoyo suficiente dentro de la República para impulsar una reforma absolutista de este tipo frente a la poderosa nobleza polaca. Al contrario: tan pronto como apareció en escena con sus esfuerzos reformistas, se formó una resistencia entre la nobleza, que finalmente condujo a la formación de la Confederación de Tarnogród en 1715. El golpe de Estado de Augusto desembocó en un conflicto abierto. Rusia aprovechó la oportunidad de la guerra civil y acabó asegurándose una influencia a largo plazo con su intervención.
Al final de la Gran Guerra del Norte, en 1721, Polonia fue uno de los vencedores oficiales, pero esta victoria desmiente el proceso cada vez más progresivo de subordinación de la República a los intereses hegemónicos de los estados vecinos, condicionado y fomentado por una coincidencia de crisis interna y cambio de constelación en política exterior  De iure Polonia, es cierto, aún no era un protectorado de Rusia, pero de facto la pérdida de soberanía era claramente perceptible. En las décadas siguientes, Rusia determinó la política polaca.

### Dependencia del exterior y resistencia en el interior
El grado de dependencia de las demás potencias europeas se puso de manifiesto en la decisión sobre la sucesión al trono tras la muerte de Augusto II en 1733. No sólo la szlachta, es decir, la nobleza terrateniente polaca, debía tomar esta decisión. Además de las potencias vecinas, Francia y Suecia también interfirieron en la discusión sucesoria, intentando colocar en el trono a Stanisław Leszczyński. Sin embargo, los tres Estados vecinos, Prusia, Rusia y Austria, intentaron impedir el acceso al trono de Leszczyński y, ya antes de la muerte de Augusto II, se comprometieron mutuamente con su propio candidato común (Löwenwoldesches Traktat o Tratado de Alianza de las Tres Águilas Negras). En el proceso, un candidato Wettin debía ser excluido. Sin embargo, la nobleza polaca ignoró la decisión de los estados vecinos y votó mayoritariamente a Leszczyński. Rusia y Austria, sin embargo, no quedaron satisfechas con esta decisión e impulsaron un contravoto. En contra de lo acordado y sin consultar con Prusia, nombraron al hijo del difunto rey, el Wettin Augusto III. El resultado fue una Guerra del Trono de tres años, en la que la Confederación de Dzików anti-Wettin fue derrotada y al final de la cual Leszczyński abdicó. En el "Día del Imperio Pacífico" de 1736, el sajón Augusto III se compró finalmente el título de rey renunciando a sus propias posibilidades de conformar el reino, con lo que se puso fin al interregno.

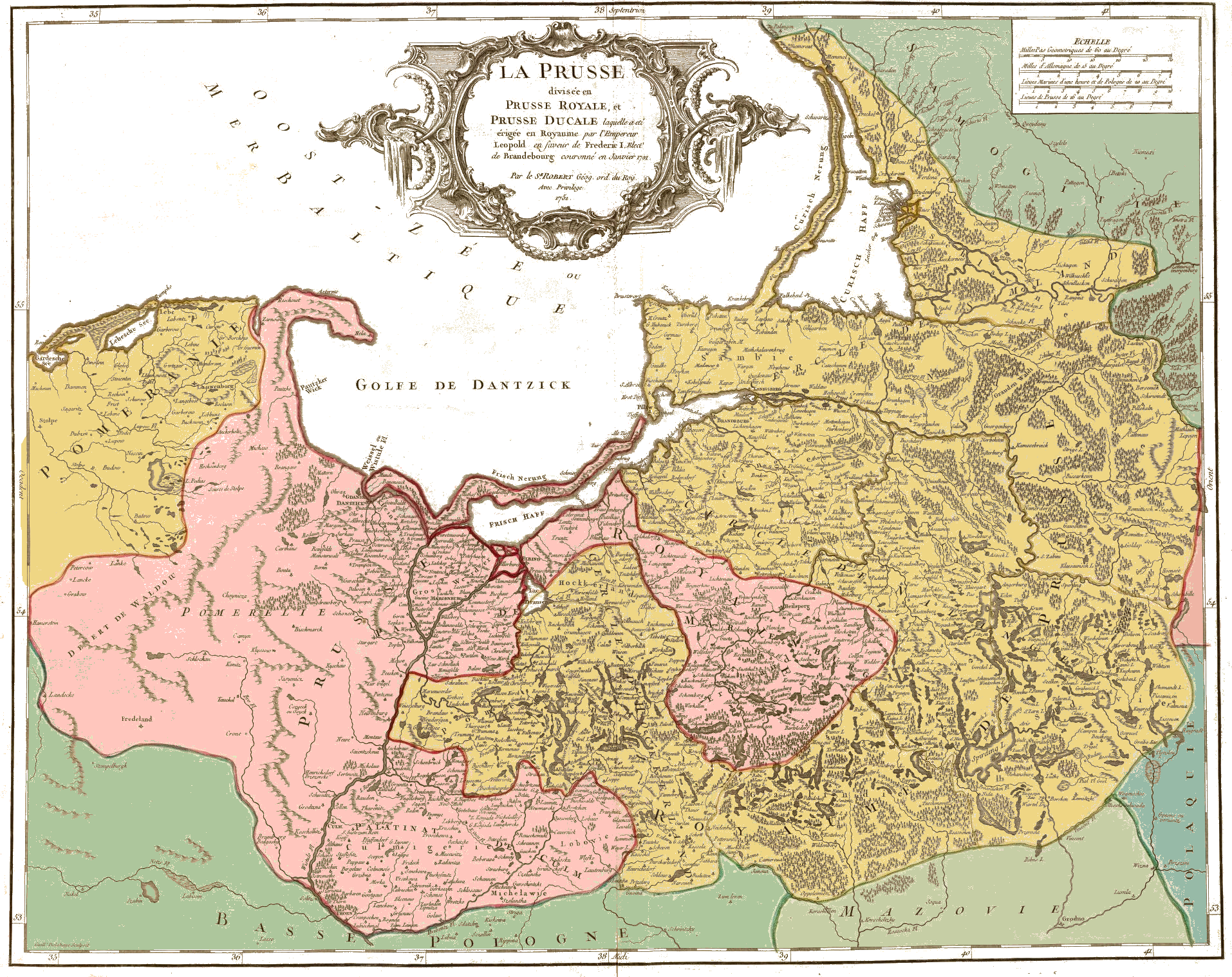
Mapa de Gilles Robert de Vaugondy de 1751: Prusia, dividida en la Prusia Real y la Prusia Ducal (amarillo), que fue elevada a reino por Emperador Leopoldo en favor de Federico I, Príncipe de la Corte de Brandeburgo, coronado en enero de 1701. A la izquierda, en amarillo, la también prusiana Pommern. En verde, algunas partes de Polonia.

Las Confederaciones enfrentadas paralizaron la República durante casi todo el siglo XVIII. Diferentes facciones con distintos intereses se enfrentaban entre sí, lo que hacía imposible llevar a cabo reformas en un sistema basado en el principio de unanimidad. El "Veto Liberum" permitía a cada miembro individual de la Szlachta echar abajo un compromiso previamente negociado mediante su objeción. Debido a la influencia de las potencias vecinas, la división interna de la República se intensificó aún más, de modo que, por ejemplo, durante todo el reinado de Augusto III, entre 1736 y 1763, no se pudo concluir con éxito ni un solo Reichstag y, por tanto, no se aprobó ni una sola ley. También en los años anteriores, el balance de las dietas imperiales muestra el efecto paralizante del principio de unanimidad: del total de 18 dietas imperiales de 1717 a 1733, sólo once fueron "voladas", dos terminaron sin aprobar una resolución y sólo cinco lograron resultados.
Tras la muerte de Augusto III, las dos familias nobles polacas Czartoryski y Potocki en particular lucharon por el poder. Sin embargo, al igual que en el interregno de 1733, la sucesión al trono volvió a convertirse en una cuestión de dimensión europea. Una vez más, no fueron los partidos nobiliarios polacos quienes determinaron la sucesión, sino las grandes potencias europeas, especialmente los grandes estados vecinos. Aunque el resultado de la elección real fue totalmente favorable a Rusia, Prusia también desempeñó un papel decisivo.
El rey prusiano Federico II trató cada vez más de perseguir sus intereses. Como ya describió en sus testamentos de 1752 y 1768, pretendía crear una conexión terrestre entre Pomerania y Prusia Oriental, su "reino", mediante la adquisición de la "Parte Real de Prusia" polaca. La importancia de esta adquisición queda demostrada por la frecuencia con la que Federico renovó repetidamente este deseo. Ya en 1771 escribía: "La Prusia polaca valdría la pena aunque Danzig no estuviera incluida. Porque tendríamos el Vístula y libre comunicación con el reino, lo que sería una cosa importante."

### Polonia bajo la hegemonía rusa

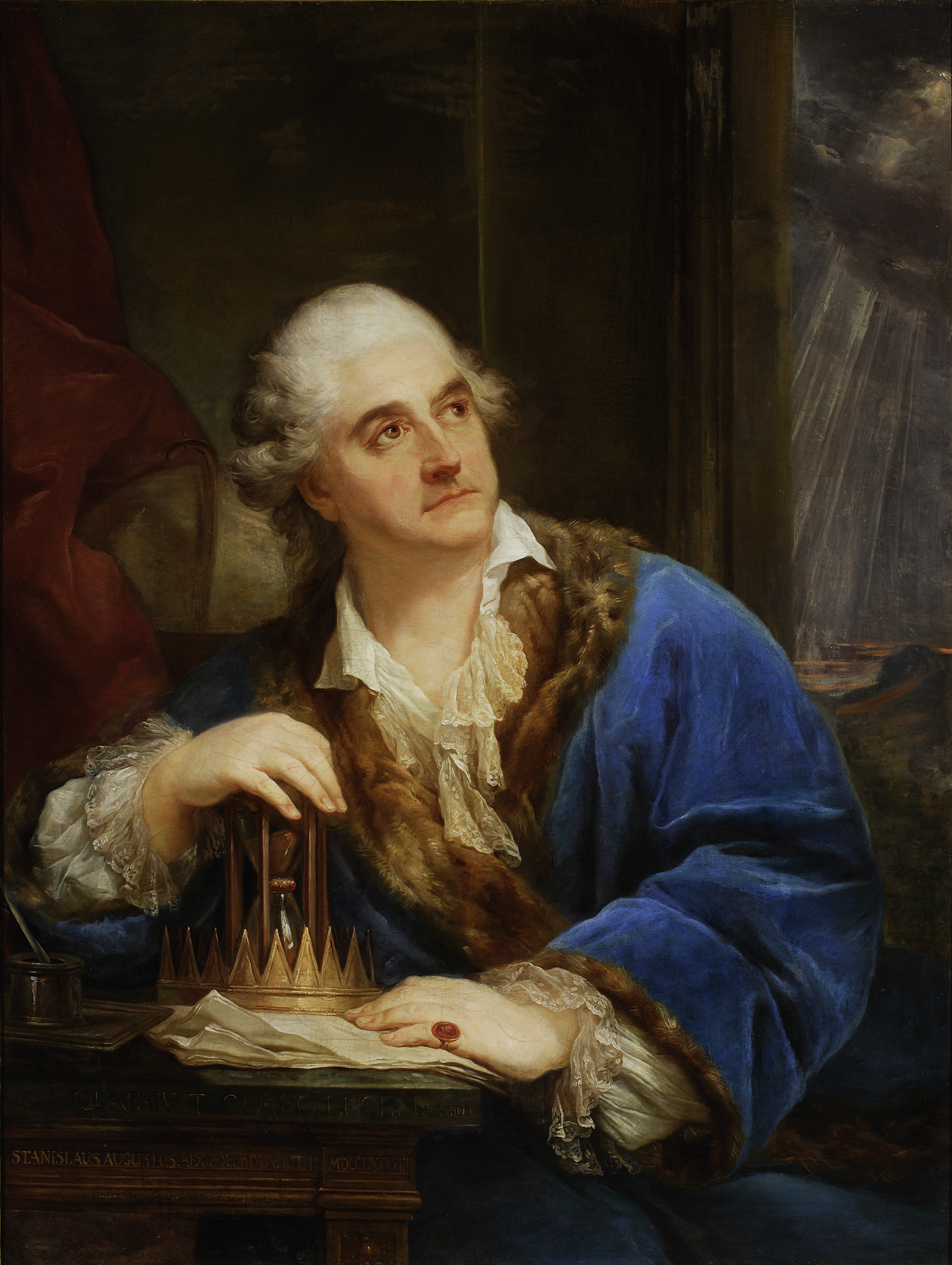
Etanisłao Augusto Poniatowski con corona y reloj de arena (pintura de Marcello Bacciarelli)

Dado que Rusia no habría aceptado de buen grado tal aumento de poder por parte de Prusia, el rey prusiano buscó una alianza con la emperatriz rusa Catalina II. Una primera oportunidad para forjar tal acuerdo ruso-prusiano fue el nombramiento del nuevo rey polaco en abril de 1764. Prusia aceptó la elección del candidato ruso de su elección al trono polaco. Austria quedó excluida de esta decisión, por lo que Rusia determinó prácticamente en solitario la sucesión al trono.
La decisión de Rusia sobre la persona que debía suceder al trono ya estaba tomada desde hacía tiempo. Ya en agosto de 1762, la zarina aseguró la sucesión al trono al antiguo secretario de la embajada británica Estanislao II Poniatowski y llegó a un acuerdo con la noble familia de los Czartoryski sobre su apoyo. Su elección recayó en una persona sin poder doméstico y con poco peso político. A ojos de la zarina, un rey débil y prorruso ofrecía "la mejor garantía para la subordinación de la corte de Varsovia a las directrices de Petersburgo". El hecho de que Poniatowski fuera amante de Catalina II. probablemente desempeñó un papel secundario en la decisión. No obstante, Poniatowski era algo más que una mera elección embarazosa, pues el pretendiente al trono, que sólo tenía 32 años, contaba con una amplia educación, un gran talento para los idiomas y poseía amplios teoría del estado diplomáticos y teoría del estado. Conocimientos. Tras su Elección del 6/7 de septiembre de 1764, que fue unánime debido al uso de considerables sobornos y a la presencia de 20.000 hombres del Tropas rusas, la entronización tuvo lugar finalmente el 25 de noviembre. Contrariamente a la tradición, el lugar de la elección no fue Cracovia, sino Varsovia. Sin embargo, Poniatowski demostró no ser tan leal y obediente como la zarina había esperado. Al cabo de poco tiempo, emprendió reformas de gran calado. Para garantizar también la capacidad de acción del nuevo rey tras su elección, la Dieta Imperial decidió el 20 de diciembre de 1764 transformarse en una confederación general, que en realidad sólo duraría el interregno. Esto significaba que las futuras dietas imperiales quedaban liberadas del "liberum veto" y las decisiones por mayoría (pluralis votorum) eran suficientes para aprobar resoluciones. De este modo, el Estado polaco salía reforzado. Sin embargo, Catalina II no quería renunciar a las ventajas del bloqueo permanente de la vida política en Polonia, la llamada anarquía polaca, y buscó la manera de impedir un sistema capaz de funcionar y reformarse. Para ello, hizo movilizar a algunos nobles prorrusos y los alió con disidentes ortodoxos y protestantes que habían sufrido discriminación desde la Contrarreforma. En 1767, los nobles ortodoxos se unieron para formar la Confederación de Sluzk y los nobles protestantes se unieron para formar la Confederación de Thorn. Como respuesta católica a estas dos confederaciones, surgió la Confederación de Radom. Al final del conflicto, la Dieta Imperial aprobó por la fuerza un nuevo tratado polaco-ruso el 24 de febrero de 1768. Este llamado «Tratado Eterno» incluía la manifestación del principio de unanimidad, una garantía rusa para la integridad territorial y para la "soberanía" política de Polonia, así como tolerancia religiosa e igualdad jurídico-política para los disidentes en la Dieta Imperial. Sin embargo, este tratado no duró mucho.

## Desarrollo
Reinado de Vladislao IV
Las reformas militares que había acometido dieron su fruto en la guerra contra el Zarato ruso que se libró a comienzos de su reinado. Los rusos trataron de aprovechar el cambio en el trono polaco-lituano para recuperar Smolensk y otros territorios cercanos. En la guerra de Smolensk, luchó contra los rusos, al mando de veinte mil soldados y de levas de los feudos de la nobleza. Con gran habilidad, cercó a los rusos que asediaban Smolensk y obtuvo su rendición el 25 de febrero de 1634. La victoria, insuficiente para penetrar en Rusia, le permitió en todo caso obligar a los rusos a firmar la Tratado de Poliánovka en junio de ese año, en la que obtuvo los territorios de Dviná y el Dniéper, si bien renunció al título de zar de Rusia.

### Primer Reparto (1772)

Polonia-Lituania después de la primera partición, como protectorado del Imperio ruso (1773-1789).

Según el tratado que se firmó en 1772, la República de las Dos Naciones se dividía entre Rusia, Austria y Prusia.
En la época de Pedro I el Grande y Catalina la Grande de Rusia, Polonia conoció momentos de debilidad. En esta etapa fue elegido rey Estanislao Augusto Poniatowski, quien intentó introducir reformas, como la Constitución del 3 de mayo, pero la presión de Rusia, Prusia y Austria y la oposición de los nobles impidieron su realización, lo que llevó al primer reparto de Polonia.
En febrero de 1772, en San Petersburgo, se estipularon las condiciones del desmembramiento de Polonia, al que se opuso en principio María Teresa I de Austria. Sin embargo, Austria se adhirió al tratado en agosto del mismo año.
La Dieta polaca tuvo que dar su conformidad a la desmembración del país, en 1773. Rusia se apoderó de Livonia y Bielorrusia hasta el Dviná y el Dniéper. Austria se anexionó los siete voivodatos de la Galitzia Oriental y la Pequeña Polonia, excepto Cracovia. Prusia, gobernada por Federico II el Grande (quien había movido los hilos para la desmembración de Polonia), pudo realizar su sueño de unir Brandeburgo y Prusia a través de Prusia Central (excepto Danzig y Thorn), que anexionó a su Reino junto a una porción de Polonia que iba hasta el río Niemen.
Debido a la división de Polonia entre las potencias centroeuropeas y Rusia, la resolución del conflicto ruso-turco se facilitó.

### Reacciones de los estados vecinos
La afrenta constitucional no tardó en provocar la actuación de los estados vecinos. «Catalina II de Rusia estaba furiosa por la adopción de la Constitución y rabiaba diciendo que este documento era una obra de maquinación, peor de lo que la Asamblea Nacional Francesa podría idear, y además susceptible de arrancar a Polonia del delantal ruso». Rusia apoyaba ahora a aquellas fuerzas en Polonia que se oponían a la Constitución de Mayo y que también habían luchado ya contra las resoluciones de la Dieta Imperial de 1773 y 1776. Con el apoyo de la zarina, la Confederación de Targowica emprendió ahora acciones vehementes contra el rey y sus partidarios. Cuando la Conflicto ruso-otomano finalmente llegó a su fin en enero de 1792, las fuerzas militares fueron así una vez más liberadas, permitiendo a Catalina II intervenir (cf. Guerra ruso-polaca 1792). Un año después del final de la Dieta de los Cuatro Años, las tropas rusas entraron en Polonia. El ejército polaco fue derrotado, además Prusia abandonó unilateralmente la Alianza defensiva polaco-prusiana de 1790 dirigida contra Rusia y Poniatowski tuvo que someterse a la zarina. La constitución del 3 de mayo fue revocada, mientras Rusia recuperaba su papel de potencia de orden. A la vista de los acontecimientos, Catalina II se mostró ahora abierta a una nueva partición de Polonia:
Polonia se hizo [...] insoportable para sus vecinos en el momento en que se regeneró de su impotencia hasta el punto de poder ser activa en política exterior por sí misma. Hans Lemberg. Polonia entre Rusia, Prusia y Austria en el siglo XVIII
También Prusia reconoció la oportunidad de sacar provecho de esta situación para hacerse con la posesión de las codiciadas ciudades de Danzig y Thorn. Sin embargo, Rusia, que era la única que reprimía los esfuerzos reformistas en Polonia, estaba poco dispuesta a acceder al deseo de Prusia. Por ello, Prusia vinculó la cuestión polaca a la francesa y amenazó con retirarse de las Guerra de Coalición europeas contra la Francia revolucionaria si no recibía la compensación correspondiente. Enfrentada a una disyuntiva, Catalina II, tras muchas vacilaciones, optó por mantener la alianza y aceptó un nuevo reparto de los territorios polacos bajo Prusia, como "compensación por el coste de la guerra, contre les rebelles français, y el Imperio zarista. Austria, sin embargo, permaneció al margen de este acto de partición a petición de la zarina.

### Segundo Reparto (1793)

Segunda Partición.

Transcurridas dos décadas de este reparto, el predominio político de Rusia sobre Polonia se intensificó, al extremo que el rey Estanislao II Poniatowski y los aristócratas del Sejm preferían preservar la influencia rusa y abstenerse de implantar reformas políticas y administrativas que fortalecieran a Polonia, por temor a que esto provocase una invasión rusa y la pérdida de los privilegios de la aristocracia.  
Los embajadores rusos enviados por Catalina la Grande influyeron decisivamente para asegurar, con sobornos o promesas, que los aristócratas polacos del Sejm se opusieran a intentos reformadores. No obstante, otros nobles polacos de ideas liberales comprendieron que el fortalecimiento de las instituciones nacionales era la única vía de mantener la precaria independencia del país, en lo cual chocaban con la nobleza polaca más conservadora y tradicional. Estos reformistas consiguieron que en 1791 se redactara una constitución, la Constitución del 3 de mayo, que eliminaba diversos defectos de la vida política en la República de las Dos Naciones, suprimiendo el liberum veto y los privilegios de la aristocracia, fijando el derecho de voto en favor de las clases medias emergentes, y colocando a los campesinos bajo protección directa del rey (quitando ese poder a los nobles).
La Constitución del 3 de mayo de 1791 significó para Polonia una mejora en su administración, pero también el fin de la anarquía legislativa y gubernamental que permitía la influencia del Imperio ruso. Los aristócratas polacos descontentos con la nueva constitución formaron la Confederación de Targowica, auspiciada por el Imperio ruso, y en abril de 1792 lanzaron una revuelta contra la Constitución recién aprobada. Asimismo, este fortalecimiento del gobierno central polaco atacaba las aspiraciones de Rusia, que prefería mantener una Polonia debilitada y sujeta a la influencia rusa. 
Los reformistas del Sejm, junto con el rey Estanislao II Poniatowski, debieron afrontar una guerra contra los nobles rebeldes y las tropas rusas que los apoyaban; así combatieron dirigidos por Tadeusz Kosciuszko, mas fueron vencidos en condiciones de grave inferioridad numérica. Los reformistas polacos habían pedido el apoyo de Prusia, pero el rey prusiano Federico Guillermo II temía fundadamente el liberalismo expresado en la nueva Constitución polaca, que copiaba muchas ideas extraídas de la Revolución francesa; considerando más ventajoso unirse a una Rusia autocrática que apoyar a una Polonia liberal, las tropas prusianas negaron apoyo a los polacos. 
Tras una rápida campaña militar de 1792, el propio rey Estanislao II Poniatowski se unió a la Confederación de Targowica, al igual que muchos poderosos aristócratas; los polacos partidarios de la Constitución del 3 de mayo quedaron privados de toda ayuda y debieron emigrar masivamente. Por su parte, Prusia reclamaba a los rusos territorios en Polonia como recompensa por abandonar a los polacos reformistas. Así, el Imperio ruso y Prusia acordaron una nueva partición en enero de 1793: Rusia se apropió de 250 000 km² de los territorios polacos al este del río Bug y otros territorios ucranianos y rutenos, mientras que Prusia tomaba posesión de la Posnania que incluía la desembocadura del Vístula, 58 000 km², llegando a apenas 80 kilómetros de Varsovia. La Constitución del 3 de mayo fue derogada y los aristócratas de la Confederación de Targowica recobraron sus privilegios.

### Tercer Reparto (1795)

Tercera Partición.

Frente a estas circunstancias, los polacos intentaron mantener su independencia en tanto los aristócratas de la Confederación de Targowica habían abrazado la causa de la autonomía nacional, desilusionados porque Rusia había aprovechado la derogatoria de la Constitución del 3 de mayo para anexarse nuevos territorios. En abril de 1794 un batallón de soldados polacos se sublevó ante la orden conjunta de Rusia y Prusia para que el ejército de Polonia se redujera a la mitad. Este evento causó una sublevación generalizada de los polacos contra las guarniciones rusas y prusianas que habían sido acantonadas en territorio polaco de manera permanente desde 1793. 
Nuevamente Tadeusz Kosciuszko dirigió las tropas polacas, para lo cual concibió la idea de proclamar el fin de la servidumbre campesina, en un esfuerzo de reclutar más tropas y eliminar diferencias sociales que pudieran ser explotadas por rusos y prusianos. No obstante, su esfuerzo fracasó en tanto muchos aristócratas se negaron a esta concesión final en favor de sus campesinos. Otro factor importante fue que Kosciuszko y sus aliados declararon que su objetivo final era restablecer la independencia de Polonia pero no los viejos privilegios de la aristocracia, precipitando nuevamente la pérdida de apoyo entre la gran nobleza retrograda y reaccionaria. De igual modo, la revuelta esta vez se extendió a Lituania, que manifestó su rechazo a la ocupación militar rusa y expulsó a sus guarniciones, en tanto los rebeldes polacos habían ofrecido un vínculo político que otorgase mayores libertades a los lituanos en el esquema de la República de las Dos Naciones.
Los polacos contuvieron inicialmente a los prusianos en las afueras de Varsovia, pero no estaban en condiciones de vencer un ataque simultáneo de tropas rusas; pese a expulsar a los prusianos del norte de Polonia y de contar con una revuelta nacional en Lituania contra los rusos, los polacos se hallaban en gran dificultad para seguir la resistencia y a inicios de septiembre empezaron a ser vencidos por el general ruso Aleksandr Suvórov, que tomó Varsovia en noviembre de 1794, poniendo fin a la revuelta. Tropas prusianas retornaron a suelo polaco, reforzadas de inmediato, para recuperar sus posiciones perdidas. A raíz de esto la República de las Dos Naciones quedaba definitivamente extinguida, repartida entre sus vecinos. 
En octubre de 1795 se suscribieron los últimos acuerdos entre Rusia, Prusia y Austria, repartiéndose Polonia. De acuerdo a ello, Rusia ocupaba la llanura oriental polaca, sin Varsovia, con las regiones de Polesia y Podlaquia y también se adueñó de Lituania hasta el río Niemen. Prusia se anexó la Masovia con La Capital Varsovia, la Polonia Mayor y confirmó su dominio sobre el litoral de Pomerania. En el mismo tratado se pactó evitar conflictos con Austria reconociendo a ésta la posesión sobre las provincias polacas de Galitzia y la Polonia Menor. 
Polonia, con esto, desaparecía como estado independiente en Europa hasta 1807, cuando se constituyó brevemente el Gran Ducado de Varsovia. Extinto este en 1815, no existiría un estado polaco independiente (sí un zarato ruso de Polonia) hasta la creación de la Segunda República Polaca en 1918.

## Consecuencias
Consumado el tercer reparto de Polonia en 1795 con la derrota de Kościuszko y la consiguiente desaparición de Polonia como nación independiente, Estanislao II se vio forzado a abdicar ante estos hechos, aunque sin nombrar sucesor. El exmonarca se exilió pronto en San Petersburgo, donde pasó el resto de su vida ocupado en una variada correspondencia con otros aristócratas europeos y escribiendo sus memorias hasta su muerte en 1798.

## Gran Ducado de Varsovia y Zarato de Polonia
El Ducado de Varsovia (en polaco: Księstwo Warszawskie; en ruso: Варшавское герцогство; en francés: Duché de Varsovie; en alemán: Herzogtum Warschau) fue una unidad política creada por Napoleón I en 1807 para restablecer el Estado polaco. El Ducado surgió tras el Tratado de Tilsit, firmado por Francia y Rusia para poner fin a la guerra de la Cuarta Coalición.
El Ducado contaba con una población de cuatro millones y medio de habitantes y una extensión de 155 000 km², y fue gobernado por Federico Augusto I (rey de Sajonia).

## Gran Emigración
La Gran Emigración (polaco: Wielka Emigracja) fue la emigración de las élites políticas de Polonia entre 1831-1870. Desde fines del siglo XVIII, personas que se habían desplazado fuera del país como emigrantes tuvieron un importante rol en la vida política polaca. Su destino era una consecuencia de la Primera partición de Polonia, que dividió las tierras de la República de las Dos Naciones entre la Rusia Imperial, el Reino de Prusia y la Monarquía de los Habsburgo de Austria. Debido a esta emigración de las élites políticas, mucha de la actividad política e ideológica de la intelligentsia polaca durante los siglos XVIII y XIX se dio fuera del territorio de la repartida Polonia.